# Whatever You Like
Whatever You Like est une chanson du rappeur T.I.. C'est le premier single du 6e album de T.I., Paper Trail, sorti en septembre 2008. Le titre est une production de Jim Jonsin et fut premier au Billboard Hot 100.

## Listes des pistes
| 1. | Whatever You Like | Clifford Harris, James Scheffer, David Siegel | Redemption par Bill Conti | 4:11 |

## Classements
| Classement (2008)                    | Meilleure position |
| ------------------------------------ | ------------------ |
| Australian Singles Chart             | 13                 |
| Austrian Singles Chart               | 70                 |
| Canadian Hot 100                     | 12                 |
| Irish Singles Chart                  | 19                 |
| Dutch Singles Chart                  | 25                 |
| Eurochart Hot 100 Singles            | 79                 |
| German Singles Chart                 | 57                 |
| New Zealand Singles Chart            | 1                  |
| Norwegian Singles Chart              | 19                 |
| Swedish Singles Chart                | 51                 |
| UK Singles Chart                     | 47                 |
| U.S. Billboard Hot 100               | 1                  |
| U.S. Billboard Hot R&B/Hip-Hop Songs | 1                  |
| U.S. Billboard Hot Rap Tracks        | 1                  |
| U.S. Billboard Pop 100               | 3                  |

| Classement (2008)                    | Meilleure position |
| ------------------------------------ | ------------------ |
| Australia Top 100 Singles 2008       | 63                 |
| Canadian Hot 100                     | 79                 |
| U.S. Billboard Hot 100               | 15                 |
| U.S. Billboard Hot R&B/Hip-Hop Songs | 17                 |
| U.S. Billboard Hot Rap Tracks        | 4                  |
| U.S. Billboard Pop 100               | 29                 |
| Hungarian Singles Chart              | 82                 |
| UK Singles Chart                     | 53                 |
| Irish Singles Chart                  | 81                 |
| Classement (2009)                    | Position           |
| U.S. Billboard Hot 100               | 40                 |